# Seleção Taitiana de Futebol de Areia
A Seleção Taitiana de Futebol de Areia (franceses) representa o Taiti nas competições internacionais de futebol de areia (ou beach soccer). Foi criada pela Federação Taitiana de Futebol, entidade que organiza a modalidade no país. Já disputou a final da Copa do Mundo de Futebol de Areia em duas oportunidades, mas foi derrotada pela seleção portuguesa, em 2015, e pela seleção brasileira, em 2017.

## Títulos
| Continentais | Continentais        | Continentais | Continentais |
|              | Competição          | Títulos      | Temporadas   |
| ------------ | ------------------- | ------------ | ------------ |
|              | Campeonato OFC      | 2            | 2011 e 2019  |
|              | Copa das Nações OFC | 1            | 2012         |